# Cuerna krameri
Cuerna krameri är en insektsart som beskrevs av Nielson 1965. Cuerna krameri ingår i släktet Cuerna och familjen dvärgstritar. Inga underarter finns listade i Catalogue of Life.